# Jusqu'au cœur du soleil
Jusqu’au cœur du soleil (titre original : Sundiver) est un roman de science-fiction écrit par David Brin, et le premier livre dans l’univers du cycle de l'Élévation.

## Résumé
Quelques années après sa participation à l’aventure de l’Aiguille Vanille, Jacob Demwa est de nouveau embarqué dans les affaires Galactiques par son ami de l’Institut pour le Progrès, le Kanten Fagin. Cette fois il devra aller jusqu’au cœur du soleil, qui semble “hanté” par de mystérieux fantômes, pour découvrir la vérité et peut-être recouvrer sa sérénité. 

## Personnages principaux
- Jacob Demwa (Humain)
- Hélène DaSilva (Humain)
- Dr Jess (Super-chimpanzé)
- Fagin (Kanten)
- Culla (Pring)
- Bubbacub (Pila)

## Le cycle de l’Élévation
- Jusqu'au cœur du soleil
- Marée stellaire
- Élévation
- Rédemption